# Conseil budgétaire
Un conseil budgétaire est un organisme gouvernemental qui évalue publiquement et de façon indépendante les politiques, plans et résultats budgétaires du gouvernement en fonction d'objectifs macroéconomiques liés à la viabilité à long terme des finances publiques, à la stabilité macroéconomique à court et moyen terme et à d'autres objectifs officiels,. Les conseils budgétaires visent à atténuer le problème du biais pour le déficit, c'est-à-dire une tendance des gouvernements à subir un déficit public trop élevé. Le fonds monétaire international a proposé que le biais pour le déficit résulte du biais de court terme, des pressions électorales, d'une tragédie des biens communs entre les organismes gouvernementaux et de l'asymétrie d'information.
Environ la moitié des conseils fiscaux produisent leurs propres projections macroéconomiques.

## Exemples
- Bureau fédéral du Plan en Belgique
- Directeur parlementaire du budget au Canada
- Congressional Budget Office aux États-Unis
- Haut Conseil de stabilité financière en France[5]